# Saison 1 de Squadra criminale
Chronologie
Saison 2
Cet article présente la première saison de la série télévisée italienne Squadra criminale (Non uccidere). Elle compte 12 épisodes de 90 minutes qui ont été diffusés du 11 septembre 2015 au 22 février 2016 sur Rai 3 (Italie) et sur Arte (Allemagne et France) à partir du 11 mai 2017.

## Synopsis
Valeria Ferro est inspectrice à la PJ de Turin. Avec son équipe, les inspecteurs Andrea Russo, Gerardo Mattei et Lucas Rinaldi et sous les ordres de Giorgio Lombardi qui est également son amant, elle mène des enquêtes dans des familles et des milieux dont la normalité apparente cache bien des secrets.
Elle-même vit une période difficile, en effet, sa mère condamnée à de nombreuses années de prison pour le meurtre de son mari vient de sortir de prison.

## Distribution
- Miriam Leone (VF : Ingrid Donnadieu) : l'inspectrice Valeria Ferro
- Matteo Martari (it) (VF : Florian Wormser) : inspecteur Andrea Russo
- Thomas Trabacchi (it) (VF : Constantin Pappas) : inspecteur en chef Giorgio Lombardi
- Riccardo Lombardo (it) (VF : Jean-Jacques Nervest) : inspecteur Gerardo Mattei
- Luca Terracciano (VF : Benjamin Bollen) : inspecteur Luca Rinaldi
- Monica Guerritore (VF : Sylvie Genty) : Lucia Ferro, la mère de Valeria et Giacomo
- Davide Iacopini (VF : Jean-Marco Montalto) : Giacomo Ferro, le frère de Valeria
- Viola Sartoretto (VF : Caroline Maillard) : Michela, l'épouse de Giacomo
- Gigio Alberti (it) : Giulio Ferro, l'oncle de Valeria et Giacomo
- Crystal De Glaudi : Costanza Ferro, la fille de Giacomo et Michela

## Épisodes

### Épisode 1
Après 15 jours de recherche, le corps d'une lycéenne est retrouvé dans un squat minable. Alors qu'il est en train de faire un appel pour retrouver sa fille, le père apprend la nouvelle en direct sur le plateau de télévision. Valeria Ferro découvre rapidement que le père, qui refuse de lui parler, était également l'entraineur sportif hyper protecteur de la victime et que celle-ci entretenait une liaison avec un homme marié d'une quarantaine d'années également propriétaire du supermarché où travaille sa tante.

### Épisode 3
Le corps de Guglielmo Mantovani, un influent banquier turinois, est retrouvé dans sa villa à la suite de ce qui semble un cambriolage ayant mal tourné. Alors que son épouse est très affectée, ses trois enfants le sont beaucoup moins. Progressivement, les interrogatoires de Valeria font craquer le vernis de cette puissante famille mais le plus jeune fils se suicide. Cependant elle découvre l'existence d'un quatrième enfant qui, bien qu'adultérin, est également couché sur le testament.

### Épisode 5
Alessandra Torri, jeune femme enceinte, est introuvable. Est-ce une disparition volontaire ou un meurtre ? En effet, les suspects ne manquent pas : le mari volage et cupide, le père d'une adolescente victime d'un accident causé par Alessandra.